# Klamry (herb szlachecki)
Klamry – herb szlachecki.

## Opis herbu
W polu czerwonym dwie klamry oblężnicze srebrne w krzyż ukośny. W klejnocie nad hełmem w koronie trzy pióra strusie.

## Herbowni
Najpełniejszą jak dotąd listę herbownych stworzył Tadeusz Gajl w Herbarzu polskim od średniowiecza do XX wieku z 2007 roku. Lista zawiera 39 nazwisk:
Baratyński, Bielikowicz, Boratyński, Bour, Buchowiecki, Hubarewicz, Jurhiewicz, Klamra, Klawsewicz, Kleczkowski, Kławsewicz, Koziutycz, Krupecki, Myszyński, Narusz, Niekrasz, Niekraszewicz, Niekraś, Niemierzyc, Niemira, Niemirowicz, Niemiryc, Niemirycz, Niemirzyc, Rabsztyński, Rapsztyński, Siennicki, Silicz, Sinicki, Tarkowski, Terlecki, Tupalski, Worona, Woronowicz, Wyśkiwec, Wyśkiwiec, Wytyz, Wytyzcz.